# Gmina Florence (Iowa)

Położenie Gminy Florence w hrabstwie Benton

Gmina Florence (ang. Florence Township) – gmina w USA, w stanie Iowa, w hrabstwie Benton. Według danych z 2000 roku gmina miała 2258 mieszkańców.